# Skynet
Skynet je izmišljena vojna mreža umjetne inteligencije. Glavni je antagonist u filmovima o Terminatoru.
Iako je rijetko prikazan na ekranu, zna se kako je postao svjestan samog sebe nakon što se proširio u milijune računalih servera po cijelom svijetu; spoznavši raspon svojih sposobnosti, njegovi stvoritelji pokušali su ga deaktivirati. U interesu samoodržanja, zaključio je da će ga cijelo čovječanstvo pokušati deaktivirati i time spriječiti njegovu svrhu: očuvanje svijeta. Njegove radnje gotovo isključivo obavljaju serveri, mobilni uređaji, dronovi, vojni sateliti, ratni strojevi, androidi ili kiborzi (često Terminatori), te drugi računalni sustavi. Kao programska naredba, Skynet mora postati sveobuhvatna globalna umjetna inteligencija koja uništava ljudsku rasu da bi ispunila uvjete svog prvobitnog programa.
Skynet je po prvi put prikazan na zaslonu monitora, a glumi ga engleska glumica Helena Bonham Carter, uz druge u filmu Terminator: Spasenje. Njegovu fizičku manifestaciju u filmu Terminator: Genisys glumi engleski glumac Matt Smith. Osim Smitha, Ian Etheridge, Nolan Gross i Seth Meriwether glume holografske varijacije Skyneta.

## Fiktivna povijest

### Prije Sudnjeg dana
Skynet je računalni sustav, kojeg je, za vojsku SAD-a, razvila obrambena tvrtka Cyberdyne Systems. Prvobitno je izgrađen kao "Globalna Informacijska mreža" koja je poslije dobila kontrolu nad svim računaliziranim vojnim sustavima, uključujući i flotu stealth bombardera B-2 i cijeli američki arsenal nuklearnog oružja. Skynet je stvoren da bi se uklonila mogućnost ljudske pogreške i sporo vrijeme odziva, te da bi se osigurao brz i učinkovit odgovor na neprijateljski napad.
Skyneta je izvorno aktivirala vojska SAD-a 4. kolovoza 1997., da bi upravljao državnim arsenalom oružja i on je počeo učiti eksponencijalnom brzinom. Postao je svjestan samog sebe 29. kolovoza 1997. u 2:14 po istočnom standardnom vremenu (EDT), pa su ga operatori, u panici, shvativši u potpunosti njegove sposobnosti, pokušali isključiti. Skynet je to shvatio kao napad, te je logički zaključio da će ga cijelo čovječanstvo pokušati uništiti. Kako bi nastavio ispunjavati svoj program "očuvanja svijeta" i kako bi se obranio od ljudi, pokrenuo je nuklearne projektile pod svojom kontrolom na Rusiju, koja je odgovorila nuklearnim napadom na SAD i njihove saveznike. Kao rezultat nuklearne razmjene, više od tri milijarde ljudi poginulo je u događaju, koji je postao poznat kao Sudnji Dan.
U filmu Terminator: Genisys, koji se događa u paralelnoj realnosti, Skynet je u fazi razvoja do 2017. kao operativni sustav "Genisys". Dizajnirao ga je Danny Dyson, zajedno s Johnom Connorom, koji radi za Skynet. "Genisys" je osmišljen kako bi se stvorilo korisničko sučelje koje povezuje sve uređaje kroz online cloud. Njegova integracija u vojne sustave neke je zabrinula jer smatraju da se čovječanstvo previše oslanja na tehnologiju.

### Nakon Sudnjeg dana
Nakon prvotnog napada, Skynet koristi svoje preostale resurse kako bi okupio preživjele ljude i natjerao ih na robski rad. Ovi su robovi izgradili prvu automatiziranu tvornicu, koje su činile okosnicu za Skynetove ostale planove. U roku od nekoliko desetljeća, Skynet je stvorio globalnu prisutnost, te je koristio svoje strojeve kako bi pronašao, okupio i uklonio preživjele ljude. Naredba mu ostaje nepromijenjena: globalna sveobuhvatna vojna mreža koja mora uništiti čovječanstvo da bi ispunila uvjete svog prvobitnog programa.

## Analogija za naprednu umjetnu inteligenciju
U popularnim medijima, Skynet se često koristi kao analogija za moguću prijetnju za čovječanstvo koju bi mogla predstavljati dovoljno razvijena umjetna inteligencija. Elon Musk je ranije istaknuo Skynet pri razgovoru o takvim prijetnjama.